# Grand Prix of St. Petersburg 2025
Der Grand Prix of St. Petersburg 2025 (offiziell Firestone Grand Prix of St. Petersburg) auf dem St. Petersburg Street Circuit, fand am 2. März statt und ging über eine Distanz von 100 Runden à 2,89 km. Es war der erste Lauf zur IndyCar Series 2025.

## Bericht
Der Saisonauftakt in St. Petersburg war vor allem ein durch die verschiedenen Boxenstopp-Strategien geprägtes Rennen. Viele Teams änderten ihre Strategie nach einem Unfall im ersten Umlauf, der sechs Runden lang Gelbphase auslöste. Will Power (Team Penske) schoss in Kurve drei Arrow McLaren Fahrer Nolan Siegel ab und dabei wurde auch der Rookie Louis Foster (Rahal Letterman Lanigan Racing) ins Aus befördert.
Von der Pole-Position aus ging Scott McLaughlin (Team Penske) in Führung vor Felix Rosenqvist (Meyer Shank Racing). Sie gehörten zu jenen Fahrern, die während der ersten und einzigen Gelbphase nicht zum frühen Boxenstopp kamen. So führte nach den dritten und letzten Stopps der amtierende Meister Alex Palou (Chip Ganassi Racing) das Rennen an und er gab die Führung bis ins Ziel nicht mehr ab. In der letzten Runde lag Josef Newgarden (Team Penske) auf dem zweiten Platz, in einem gekonnten Überholmanöver zog Scott Dixon (Chip Ganassi Racing) an ihm vorbei. So konnte das Team Chip Ganassi einen Doppelsieg feiern.
In der Fahrer-Meisterschaft führte nach dem ersten Saisonrennen Palou mit 10 Punkten Vorsprung auf Dixon und Newgarden mit einem Rückstand von 15 Punkten.

## Zeitplan
| Datum      | Tag     | Zeit (MEZ)  | Zeit (LT) | Session           |
| ---------- | ------- | ----------- | --------- | ----------------- |
| 29.02.2025 | Freitag | 20:00       | 15:00     | Freies Training 1 |
|            |         |             |           |                   |
| Datum      | Tag     | (Zeit MESZ) | Zeit (LT) | Session           |
| 01.03.2025 | Samstag | 16:00       | 10:00     | Freies Training 2 |
| 01.03.2025 | Samstag | 20:30       | 14:30     | Qualifikation     |
|            |         |             |           |                   |
| 02.03.2025 | Sonntag | 15:00       | 09:00     | Warm-Up           |
| 02.03.2025 | Sonntag | 18:30       | 12:30     | Rennen            |

## Meldeliste
| Nr. | Fahrer              | Teams                            | Motor     |
| --- | ------------------- | -------------------------------- | --------- |
| 14  | Santino Ferrucci    | A. J. Foyt Racing                | Chevrolet |
| 41  | David Malukas       | A. J. Foyt Racing                | Chevrolet |
| 26  | Colton Herta        | Andretti Global / Curb-Agajanian | Honda     |
| 27  | Kyle Kirkwood       | Andretti Global                  | Honda     |
| 28  | Marcus Ericsson     | Andretti Global                  | Honda     |
| 5   | Pato O’Ward         | Arrow McLaren                    | Chevrolet |
| 6   | Nolan Siegel        | Arrow McLaren                    | Chevrolet |
| 7   | Christian Lundgaard | Arrow McLaren                    | Chevrolet |
| 8   | Kyffin Simpson      | Chip Ganassi Racing              | Honda     |
| 9   | Scott Dixon         | Chip Ganassi Racing              | Honda     |
| 10  | Alex Palou          | Chip Ganassi Racing              | Honda     |
| 18  | Rinus VeeKay        | Dale Coyne Racing                | Honda     |
| 51  | Jacob Abel          | Dale Coyne Racing                | Honda     |
| 20  | Alexander Rossi     | Ed Carpenter Racing              | Chevrolet |
| 21  | Christian Rasmussen | Ed Carpenter Racing              | Chevrolet |
| 77  | Conor Daly          | Juncos Hollinger Racing          | Chevrolet |
| 78  | Sting Ray Robb      | Juncos Hollinger Racing          | Chevrolet |
| 60  | Felix Rosenqvist    | Meyer Shank Racing               | Honda     |
| 66  | Marcus Armstrong    | Meyer Shank Racing               | Honda     |
| 83  | Robert Shwartzman   | Prema Racing                     | Chevrolet |
| 90  | Callum Ilott        | Prema Racing                     | Chevrolet |
| 15  | Graham Rahal        | Rahal Letterman Lanigan Racing   | Honda     |
| 30  | Devlin DeFrancesco  | Rahal Letterman Lanigan Racing   | Honda     |
| 45  | Louis Foster        | Rahal Letterman Lanigan Racing   | Honda     |
| 2   | Josef Newgarden     | Team Penske                      | Chevrolet |
| 3   | Scott McLaughlin    | Team Penske                      | Chevrolet |
| 12  | Will Power          | Team Penske                      | Chevrolet |

## Klassifikationen

### Freies Training 1
| Pos. | Nr. | Fahrer           | Team                | Motor     | Zeit     |
| ---- | --- | ---------------- | ------------------- | --------- | -------- |
| 1    | 27  | Kyle Kirkwood    | Andretti Global     | Honda     | 1:00.440 |
| 2    | 10  | Alex Palou       | Chip Ganassi Racing | Honda     | 1:00.600 |
| 3    | 3   | Scott McLaughlin | Team Penske         | Chevrolet | 1:01.000 |

### Freies Training 2
| Pos. | Nr. | Fahrer          | Team                | Motor | Zeit     |
| ---- | --- | --------------- | ------------------- | ----- | -------- |
| 1    | 28  | Marcus Ericsson | Andretti Global     | Honda | 1:00.515 |
| 2    | 18  | Rinus VeeKay    | Dale Coyne Racing   | Honda | 1:00.608 |
| 3    | 10  | Alex Palou      | Chip Ganassi Racing | Honda | 1:01.640 |

### Qualifying
Fahrzeit RUNDE1 / GRUPPE1 und RUNDE1 / GRUPPE2: je 10 Min.
Fahrzeit SCHNELLSTEN ZWÖLF (aus GRUPPE1 UND GRUPPE2): 10 Min.
Fahrzeit SCHNELLSTEN SECHS (aus SCHNELLSTEN ZWÖLF): 6 Min.
| Pos. | Nr. | Fahrer              | Team                           | Motor     | Rundenzeit | Ø mph   | Session              |
| ---- | --- | ------------------- | ------------------------------ | --------- | ---------- | ------- | -------------------- |
| 1    | 3   | Scott McLaughlin    | Team Penske                    | Chevrolet | 0:59.4624  | 108,976 | SCHNELLSTEN SECHS    |
| 2    | 26  | Colton Herta        | Andretti Global                | Honda     | 0:59.6393  | 108,653 | SCHNELLSTEN SECHS    |
| 3    | 60  | Felix Rosenqvist    | Meyer Shank Racing             | Honda     | 0:59.6989  | 108,545 | SCHNELLSTEN SECHS    |
| 4    | 66  | Marcus Armstrong    | Meyer Shank Racing             | Honda     | 0:59.8278  | 108,311 | SCHNELLSTEN SECHS    |
| 5    | 7   | Christian Lundgaard | Arrow McLaren                  | Chevrolet | 0:59.8663  | 108,241 | SCHNELLSTEN SECHS    |
| 6    | 9   | Scott Dixon         | Chip Ganassi Racing            | Honda     | 0:59.9216  | 108,141 | SCHNELLSTEN SECHS    |
| 7    | 28  | Marcus Ericsson     | Andretti Global                | Honda     | 1:00.0034  | 107,994 | SCHNELLSTEN ZWÖLF    |
| 8    | 10  | Alex Palou          | Chip Ganassi Racing            | Honda     | 1:00.0363  | 107,935 | SCHNELLSTEN ZWÖLF    |
| 9    | 27  | Kyle Kirkwood       | Andretti Global                | Honda     | 1:00.0491  | 107,912 | SCHNELLSTEN ZWÖLF    |
| 10   | 2   | Josef Newgarden     | Team Penske                    | Chevrolet | 1:00.1424  | 107,744 | SCHNELLSTEN ZWÖLF    |
| 11   | 6   | Nolan Siegel        | Arrow McLaren                  | Chevrolet | 1:00.2257  | 107,595 | SCHNELLSTEN ZWÖLF    |
| 12   | 18  | Rinus VeeKay        | Dale Coyne Racing              | Honda     | 1:00.3086  | 107,447 | SCHNELLSTEN ZWÖLF    |
| 13   | 12  | Will Power          | Team Penske                    | Chevrolet | 0:59.8752  | 108,225 | OUT RUNDE1 / GRUPPE1 |
| 14   | 30  | Devlin DeFrancesco  | Rahal Letterman Lanigan Racing | Honda     | 1:00.1019  | 107,817 | OUT RUNDE1 / GRUPPE2 |
| 15   | 8   | Kyffin Simpson      | Chip Ganassi Racing            | Honda     | 1:00.0095  | 107,983 | OUT RUNDE1 / GRUPPE1 |
| 16   | 45  | Louis Foster        | Rahal Letterman Lanigan Racing | Honda     | 1:00.2365  | 107,576 | OUT RUNDE1 / GRUPPE2 |
| 17   | 4   | David Malukas       | A. J. Foyt Racing              | Chevrolet | 1:00.0128  | 107,977 | OUT RUNDE1 / GRUPPE1 |
| 18   | 83  | Robert Shwartzman   | Prema Racing                   | Chevrolet | 1:00.4609  | 107,77  | OUT RUNDE1 / GRUPPE2 |
| 19   | 14  | Santino Ferrucci    | A. J. Foyt Racing              | Chevrolet | 1:00.0141  | 107,975 | OUT RUNDE1 / GRUPPE1 |
| 20   | 20  | Alexander Rossi     | Ed Carpenter Racing            | Chevrolet | 1:00.4871  | 107,130 | OUT RUNDE1 / GRUPPE2 |
| 21   | 15  | Graham Rahal        | Rahal Letterman Lanigan Racing | Honda     | 1:00.0513  | 107,908 | OUT RUNDE1 / GRUPPE1 |
| 22   | 76  | Conor Daly          | Juncos Hollinger Racing        | Chevrolet | 1:00.5856  | 106,956 | OUT RUNDE1 / GRUPPE2 |
| 23   | 5   | Pato O‘Ward         | Arrow McLaren                  | Chevrolet | 1:00.3671  | 107,343 | OUT RUNDE1 / GRUPPE1 |
| 24   | 21  | Christian Rasmussen | Ed Carpenter Racing            | Chevrolet | 1:00.6207  | 106,894 | OUT RUNDE1 / GRUPPE2 |
| 25   | 51  | Jacob Abel          | Dale Coyne Racing              | Honda     | 1:00.8076  | 106,566 | OUT RUNDE1 / GRUPPE1 |
| 26   | 77  | Sting Ray Robb      | Juncos Hollinger Racing        | Chevrolet | 1:00.7986  | 106,581 | OUT RUNDE1 / GRUPPE2 |
| 27   | 90  | Callum Ilott        | Prema Racing                   | Chevrolet | 1:00.8349  | 106,518 | OUT RUNDE1 / GRUPPE2 |

### Endergebnis
| Pos. | Nr. | Fahrer                | Rennzeit     | Rd. | Ø mph  | Führungsrunden | Stopps | Pt. |
| ---- | --- | --------------------- | ------------ | --- | ------ | -------------- | ------ | --- |
| 1    | 10  | Alex Palou            | 1:51:08.5118 | 100 | 97.173 | 26             | 3      | 51  |
| 2    | 9   | Scott Dixon           | 1:51:11.3787 | 100 | 97.131 | 5              | 3      | 41  |
| 3    | 2   | Josef Newgarden       | 1:51:14.7162 | 100 | 97.083 | 2              | 3      | 36  |
| 4    | 3   | Scott McLaughlin      | 1:51:17.1996 | 100 | 97.047 | 40             | 3      | 36  |
| 5    | 27  | Kyle Kirkwood         | 1:51:19.4827 | 100 | 97.014 |                | 3      | 30  |
| 6    | 28  | Marcus Ericsson       | 1:51:31.5953 | 100 | 96.838 |                | 3      | 28  |
| 7    | 60  | Felix Rosenqvist      | 1:51:32.8013 | 100 | 96.820 |                | 3      | 26  |
| 8    | 7   | Christian Lundgaard   | 1:51:40.7163 | 100 | 96.706 | 23             | 3      | 25  |
| 9    | 18  | Rinus VeeKay          | 1:51:47.4561 | 100 | 96.609 |                | 3      | 22  |
| 10   | 20  | Alexander Rossi       | 1:51:50.8503 | 100 | 96.560 |                | 3      | 20  |
| 11   | 5   | Patricio O’Ward       | 1:51:51.2411 | 100 | 96.554 |                | 4      | 19  |
| 12   | 15  | Graham Rahal          | 1:51:57.0110 | 100 | 96.471 |                | 3      | 18  |
| 13   | 4   | David Malukas         | 1:51:57.6618 | 100 | 96.462 |                | 3      | 17  |
| 14   | 14  | Santino Ferrucci      | 1:51:58.0334 | 100 | 96.457 |                | 3      | 16  |
| 15   | 21  | Christian Rasmussen   | 1:52:00.8953 | 100 | 96.416 |                | 3      | 15  |
| 16   | 26  | Colton Herta          | 1:52:01.2166 | 100 | 96.411 | 1              | 3      | 15  |
| 17   | 76  | Conor Daly            | 1:52:08.1442 | 100 | 96.312 |                | 3      | 13  |
| 18   | 8   | Kyffin Simpson        | 1:52:08.6819 | 100 | 96.304 |                | 3      | 12  |
| 19   | 90  | Callum Ilott          | 1:52:09.7427 | 100 | 96.289 |                | 3      | 11  |
| 20   | 83  | Robert Shwartzman (R) | 1:52:10.8872 | 100 | 96.273 |                | 3      | 10  |
| 21   | 77  | Sting Ray Robb        | 1:51:18.9181 | 99  | 96.051 |                | 3      | 9   |
| 22   | 30  | Devlin DeFrancesco    | 1:51:36.6424 | 99  | 95.797 |                | 4      | 8   |
| 23   | 51  | Jacob Abel (R)        | 1:52:05.2339 | 99  | 95.390 |                | 3      | 7   |
| 24   | 66  | Marcus Armstrong      | Unfall       | 46  | 86.166 | 3              | 2      | 7   |
| 25   | 6   | Nolan Siegel          | Unfall       | 0   |        |                | 0      | 5   |
| 26   | 12  | Will Power            | Unfall       | 0   |        |                | 0      | 5   |
| 27   | 45  | Louis Foster (R)      | Unfall       | 0   |        |                | 0      | 5   |

(R)=Rookie / 1 Gelbphasen für insgesamt 6 Rd. / alle Starter auf Firestone-Reifen